# La Grande-Résie
La Grande-Résie település Franciaországban, Haute-Saône megyében. Lakosainak száma 89 fő (2022. január 1.). La Grande-Résie Vadans, Broye-Aubigney-Montseugny és Chevigney községekkel határos.

## Népesség
A település népességének változása:
| Lakosok száma | 82   | 81   | 84   | 86   | 88   | 89   | 90   | 91   | 89   |
|               | 2013 | 2015 | 2016 | 2017 | 2018 | 2019 | 2020 | 2021 | 2022 |